# Liste der Straßennamen von Pfronten
Die Liste der Pfrontener Straßennamen führt die Straßennamen aller Ortsteile von Pfronten auf und erklärt ihre Herkunft.
| Straßenname              | Ortsteil                    | Herkunft des Namens |
| ------------------------ | --------------------------- | --- |
| Achtalstraße             | Steinach                    | benannt nach dem Achtal, das durch die „Dürre Ach“ entwässert wird; führt nach Grän in Tirol                                                                              |
| Achweg                   | Meilingen                   | benannt nach dem Fluss „Faule Ach“, an dem er entlangführt |
| Adolf-Haff-Weg           | Heitlern                    | benannt nach Adolf Haff (1844–1925), Kommerzienrat und Wohltäter der Gemeinde                                                                                             |
| Allgäuer Straße          | Ried/Berg                   | benannt nach dem Namen der Region Allgäu |
| Alpengartenweg           | Steinach                    | benannt nach einem Garten mit Alpenblumen (angelegt ca. 1960) |
| Am Angerbach             | Ried                        | benannt nach dem Flurnamen „Anger“ im Ortsteil Röfleuten |
| Am Gässele               | Kreuzegg                    | benannt nach dem Kreuzegger Viehtriebweg (= Gasse) |
| Am Hörnle                | Berg                        | benannt nach einer markanten Anhöhe („Hörnle“) westlich der Pfarrkirche                                                                                                   |
| Am Kurpark               | Heitlern                    | benannt nach einer Parkanlage, die nach 1900 für Erholungssuchende nach und nach ausgebaut wurde                                                                          |
| Am Lerchenrain           | Weißbach                    | Weg auf einer Anhöhe („Rain“); bevorzugter Aufenthaltsort von Lerchen??                                                                                                   |
| Am Moos                  | Ried                        | benannt nach dem „Berger Moos“, einem Sumpfgebiet |
| Am Sonnenhang            | Meilingen                   | benannt nach seiner sonnenbegünstigten Lage am Meilinger Hang |
| Am Tränkbach             | Steinach                    | benannt nach einem Gewässer, an dem das Vieh getränkt werden konnte |
| Am Weiher                | Dorf                        | benannt nach dem vor 1524 künstlich geschaffenen „Dorfer Weiher“ |
| Am Wiesele               | Weißbach                    | Flurname; benannt nach einer kleinen Wiese |
| Am Wiesenhang            | Meilingen                   | benannt nach den (ehemaligen) Wiesen am Meilinger Hang; Standort des Alpenbades Pfronten                                                                                  |
| An der Vils              | Ried                        | benannt nach dem Fluss Vils, an dem die Straße entlang verläuft |
| Auf der Breite           | Weißbach                    | alter Flurname; bezeichnet hier ein großes Flurstück, vielleicht Lage eines abgegangenen Hofes                                                                            |
| Auf der Geigerhalde      | Weißbach                    | Flurname seit 1629; eine Halde, die durch den Familiennamen Geiger (in Pfronten erstmals 1398 nachweisbar) spezifiziert wird                                              |
| Auf der Herze            | Kreuzegg                    | alter Flurname; Herkunft unbekannt |
| Aurikelweg               | Steinach                    | benannt nach der Pflanzengattung Aurikel |
| Bachweg                  | Steinach                    | benannt nach einem kleinen Gewässer |
| Badstraße                | Steinach                    | benannt nach dem ehemaligen Schwimmbad, zu dem die Straße führte |
| Bäckerweg                | Steinach                    | benannt nach einer Bäckerei, die hier mindestens seit der 1. Hälfte des 18. Jahrhunderts bis ca. 1970 bestand                                                             |
| Bahnhofstraße            | Ried                        | benannt nach dem Bahnhof Pfronten-Ried, erbaut 1895 |
| Berger Moosweg           | Weißbach                    | benannt nach dem „Berger Moos“, einem Sumpfgebiet |
| Birkenweg                | Ried                        | benannt nach der Pflanzengattung Birke |
| Bitzweg                  | Berg                        | alter Flurnamen: „Bitz“ bedeutet kleinere Ansammlung von Wasser. |
| Bläsesweg                | Heitlern                    | benannt nach der Mahlmühle des Blasius (Babel) |
| Blumenstraße             | Steinach                    | |
| Brauerweg                | Weißbach                    | benannt nach einer Brauerei im ehemaligen Gasthof „Rößle“ |
| Breitenbergstraße        | Steinach                    | benannt nach dem Breitenberg |
| Brentenjochstraße        | Dorf                        | benannt nach dem Brentenjoch |
| Bruder-Georg-Weg         | Kreuzegg                    | benannt nach Andreas Erhart aus Kreuzegg; † im Rufe der Heiligkeit 1762 in Frascati                                                                                       |
| Brunnenweg               | Kreuzegg                    | benannt nach dem Standort des Dorfbrunnens |
| Buchbrunnenweg           | Ried                        | alter Flurname; „Buchbrunnen“ = Quelle, die in einer Gruppe von Buchen liegt                                                                                              |
| Buchenweg                | Weißbach                    | benannt nach der Pflanzengattung Buchen |
| Bgm.-Franz-Keller-Straße | Kappel                      | benannt nach Bürgermeister Franz Keller (* 1900; † 1966) |
| Bgm.-Haff-Straße         | Kreuzegg                    | benannt nach Martin Haff, Bürgermeister in Pfronten von 1935 bis 1945 (Förderer der Dornier-Siedlung in Kreuzegg)                                                         |
| Bgm.-Schallhammer-Weg    | Weißbach                    | benannt nach Bürgermeister Franz Schallhammer (* 1864; † 1940) |
| Burgweg                  | Meilingen                   | benannt nach der Burg Falkenstein, für die dieser Weg vermutlich gebaut wurde                                                                                             |
| Dahlienweg               | Ried                        | benannt nach der Pflanzengattung Dahlien |
| Deckel-Maho-Straße       | Steinach                    | benannt nach der Firma Deckel-Maho |
| Dorfweg                  | Dorf                        | benannt nach dem Ortsteil Dorf |
| Dornierstraße            | Kreuzegg                    | benannt nach der Firma Dornier, die in der sogenannten Dornier-Siedlung in Kreuzegg den Bau von Arbeiterhäusern gefördert hat                                             |
| Dr.-Hezner-Straße        | Ried                        | benannt nach Dr. Adolf Hezner (1868–1955), Freund und Förderer der Gemeinde Pfronten                                                                                      |
| Dr.-Hiller-Straße        | Ried                        | benannt nach Dr. Josef Hiller (1866–1939), praktischer Arzt in Pfronten und Förderer der Gemeinde                                                                         |
| Dr.-Kohnle-Weg           | Ried                        | benannt nach Dr. Ludwig Kohnle (1856–1930), Pfarrer in Pfronten und Erbauer des Pfrontener Waisenhauses                                                                   |
| Drosselweg               | Ried                        | benannt nach der Vogelart Drosseln |
| Edelsbergweg             | Röfleuten/Halden            | benannt nach dem Edelsberg |
| Einfängweg               | Röfleuten                   | alter Flurname, benannt nach einem eingezäunten Gebiet, das später unter den Rechtlern als „Lus“ verteilt wurde.                                                          |
| Einsteinweg              | Steinach                    | benannt macj dem Berg Einstein |
| Enzianstraße             | Steinach                    | benannt nach der Pflanzengattung Enziane |
| Falkensteinweg           | Meilingen                   | benannt nach dem Berg Falkenstein |
| Flurweg                  | Steinach                    | führte früher in die Steinacher Flur |
| Frühlingstraße           | Heitlern                    | benannt nach der Jahreszeit |
| Fuchswegele              | Röfleuten                   | Weg, den früher auch Füchse benutzten?? |
| Füssener Straße          | Weißbach/Kreuzegg           | führt nach Füssen |
| Gartenweg                | Ried                        | benannt nach den früheren Gemeindegärten, an denen sich der Weg hinzog |
| Gernweg                  | Weißbach                    | benannt nach dem Flurnamen „Geren“ für Grundstücke, die oft durch Gewässerschlingen keilförmig sind                                                                       |
| Gießbachweg              | Heitlern                    | benannt nach einem Kanal, der zum Antrieb der Wasserräder einer Mühle (hier: Bläsismühle) angelegt wurde                                                                  |
| Gipsmühlweg              | Steinach                    | benannt nach den abgegangenen Gipsmühlen am Werkkanal der Dürren Ach |
| Gschönweg                | Dorf                        | benannt nach dem Flurnamen „Gschin“ (= „Schattenloch“?) |
| Gundweg                  | Röfleuten                   | benannt nach dem Flurnamen „Gund“ |
| Haldenweg                | Röfleuten                   | benannt nach dem Ortsteil Halden oder nach Halde = Anhöhe |
| Hansmarte-Weg            | Berg                        | benannt nach Hans Martin Hitzelberger (1890–1963), ein Pfrontener Original                                                                                                |
| Höhenweg                 | Berg/Weißbach               | benannt nach dem Flurnamen „Höhe“ |
| Im Kreuzacker            | Weißbach                    | alter Flurname; benannt nach einem (verschollenen) Kreuz, das dem Acker den Namen gab                                                                                     |
| Im Lehengund             | Ried                        | benannt nach einer Flur, die ursprünglich ein Besitz der Pfrontener Rechtler war                                                                                          |
| Im Lus                   | Röfleuten                   | benannt nach einem Teil der Allmende eines Ortsteils, der privatisiert, in Einzelparzellen eingeteilt und dann durch das Los (= „Lus“) an die Ortsrechtler verteilt wurde |
| Im Oberried              | Ried                        | Flurname der Grundstücke oberhalb (= westlich) des Riedfelds („Im Riedfeld“)                                                                                              |
| Im Riedfeld              | Ried                        | Flurname der Äcker und Wiesen des Ortsteils Ried |
| Jagdhausweg              | Heitlern                    | benannt nach dem Jagdquartier von Prinz Ludwig von Bayern |
| Josbergweg               | Weißbach                    | Bergname |
| Kahlerweg                | Röfleuten                   | Bergname; Schönkahler = (mundartlich) „Kahler“ |
| Kapellenweg              | Röfleuten                   | benannt nach der Kapelle St. Johann Evangelist |
| Kappeler Straße          | Kappel                      | Name der B 309 im Ortsteil Kappel |
| Kemptener Straße         | Weißbach                    | führt nach Kempten (B 309) |
| Kienbergstraße           | Dorf                        | benannt nach dem Kienberg |
| Kirchenweg               | Ried                        | Weg aller Pfrontener südlich der Vils zur Pfarrkirche |
| Kirchsteige              | Berg                        | Teil der alten Landstraße, der zur Pfarrkirche emporsteigt |
| Kirchweg                 | Steinach                    | benannt nach der Filialkirche St. Michael |
| König-Ludwig-Weg         | Meilingen                   | benannt nach König Ludwig II.; wollte ein Schloss auf dem Falkenstein errichten                                                                                           |
| Kohlstattweg             | Steinach                    | Standort eines Meilers zur Herstellung von Holzkohle |
| Kolpingstraße            | Kreuzegg                    | benannt nach Adolph Kolping |
| Krankenhausstraße        | Ried                        | benannt nach dem Krankenhaus St. Vinzenz |
| Krebenweg                | Kreuzegg                    | alter Flurname; „Krebe“ = eingehegtes Grundstück |
| Kreuzleweg               | Kappel                      | benannt nach einem (nicht mehr vorhandenen) Kreuz |
| Krokusweg                | Steinach                    | benannt nach der Pflanzengattung Krokusse |
| Ladehofstraße            | Ried                        | benannt nach dem ehemaligen Lager- und Umladeplatz des Bahnhofs Pfronten-Ried                                                                                             |
| Lenzenmühlenweg          | Meilingen                   | benannt nach der abgegangenen Mahlmühle des Lorenz („Lenz“) Weiß (1674–1722)                                                                                              |
| Liboriusstraße           | Ried                        | benannt nach Liborius Scholz (1850–1916), Installateur und Verfasser einer Chronik von Pfronten                                                                           |
| Lindenweg                | Weißbach                    | benannt nach der Pflanzengattung Linden |
| Ludwig-Eberle-Weg        | Ried                        | benannt nach Ludwig Eberle (1905–2000), Heimatdichter und Verfasser des Pfrontener Heimatliedes                                                                           |
| Malerweg                 | Weißbach                    | benannt nach dem Kunstmaler Alois Keller (1788–1866) |
| Malerwinkel              | Berg                        | benannt nach seiner „malerischen“ Lage? |
| Manzenweg                | Meilingen                   | benannt nach „Manze“, ehemaliger Name des Falkensteins |
| Margeritenweg            | Ried                        | benannt nach der Pflanzengattung Margeriten |
| Martin-Hörmann-Straße    | Ried                        | benannt nach dem Gemeindevorsteher Johann Martin Hörmann (* 1761; † 1842)                                                                                                 |
| Meilinger Straße         | Ried                        | führt zum Ortsteil Meilingen |
| Mesnerweg                | Berg                        | benannt nach dem ehemaligen Mesneranwesen an diesem Weg |
| Michael-Babel-Straße     | Steinach                    | benannt nach Michael Babel (1897–1970) |
| Mittlerer Lus            | Röfleuten                   | siehe unter „Im Lus“ |
| Mittlerer Hauswang       | Steinach                    | benannt nach dem alten Flurnamen „Hauswang“, erstmals genannt 1496 |
| Moosmühlweg              | Rehbichel                   | benannt nach der Anfang des 20. Jahrhunderts abgebrochenen „Moosmühle“ |
| Mühlenbichelweg          | Steinach                    | benannt nach den ehemaligen Gipsmühlen (siehe Gipsmühlweg) in Steinach; kein ausgeprägter „Bichel“ (= Anhöhe)                                                             |
| Mühlweg                  | Steinach                    | benannt nach den ehemaligen Mahl- und Gipsmühlen (siehe Gipsmühlweg) in Steinach                                                                                          |
| Neuer Weg                | Meilingen                   | „neu“ angelegter Weg auf der Trasse des früheren Meilinger Viehtriebes |
| Oberer Lus               | Röfleuten                   | siehe unter „Im Lus“ |
| Oberer Hauswang          | Steinach                    | siehe unter „Mittlerer Hauswang“ |
| Obweg                    | Heitlern                    | erschloss früher die Äcker in der „Ob“ |
| Öscher Weg               | Ösch                        | führt von Ösch zur Achtalstraße |
| Panoramaweg              | Meilingen                   | benannt wegen seiner Rundsicht in die Pfrontener Berge |
| Peter-Heel-Straße        | Ried                        | benannt nach dem Bildhauer Peter Heel (1696–1767) |
| Quellenweg               | Steinach                    | benannt nach Quellen, die hier zu Tage traten? |
| Rappenschrofenweg        | Heitlern                    | Bergname |
| Rehbichler Weg           | Weißbach                    | führt zum Ortsteil Rehbichel |
| Ressestraße              | Weißbach                    | alter Flurname für ein Gebiet, in dem Flachs „geröstet“ (= mürbe gemacht) wurde                                                                                           |
| Riedweg                  | Ried                        | benannt nach dem Ortsteil Ried, wo er einige Häuser erschließt |
| Rißbachweg               | Röfleuten                   | benannt nach einem Wildbach, der vom Edelsberg herabfließt |
| Röfleuter Weg            | Weißbach                    | führt zum Ortsteil Röfleuten |
| Römerweg-Nord            | Steinach                    | Name nur im Volksmund überliefert; wohl keine echte Römerstraße |
| Römerweg-Süd             | Steinach                    | Straße wurde durch das Gelände der Firma Deckel-Maho in zwei Telle zerschnitten; siehe Römerweg-Nord                                                                      |
| Rößleweg                 | Weißbach                    | benannt nach der ehemaligen Brauereiwirtschaft „Rößle“ (siehe auch „Brauerweg“)                                                                                           |
| Roßbergweg               | Steinach                    | Bergname |
| Rosenweg                 | Ried                        | benannt nach der Pflanzengattung Rosen |
| Rudolf-Wetzer-Straße     | Heitlern                    | benannt nach Rudolf Wetzer (1881–1958), Industrieller in Pfronten |
| Sängerweg                | Kappel                      | benannt nach der Gesangsgruppe „Kappeler Sänger“ |
| Sefreweg                 | Steinach                    | benannt nach Severin Wetzer (1683–1756), Gastwirt bei „Sefre“ (nun Gasthof Löwen)                                                                                         |
| Sonnenplatz              | Meilingen                   | benannt nach der sonnigen Lage; ehemals Standort eines Reichsarbeitsdienstlagers                                                                                          |
| Sonnenweg                | Weißbach                    | benannt nach der sonnigen Lage mit Rundsicht |
| Sorgschrofenweg          | Ried                        | benannt nach dem Berg Sorgschrofen |
| Spitzweg                 | Kreuzegg                    | alter Flurname für ein spitz zulaufendes Flurstück |
| Scheiberweg              | Steinach                    | benannt nach einem Flurstück am Fuß des Breitenberges |
| Schießstandweg           | Kreuzegg                    | benannt nach dem Schießstand der Schützengesellschaft Pfronten |
| Schlickestraße           | Heitlern                    | benannt nach dem Berg Große Schlicke |
| Schönblickweg            | Kreuzegg                    | benannt nach der Rundsicht |
| Schützenstraße           | Kreuzegg                    | (siehe „Schießstandweg“) |
| Schulweg                 | Dorf/Ösch                   | benannt nach der ehemaligen „Steinacher“ Volksschule |
| Schwarzwandweg           | Steinach                    | benannt nach einer dunklen Felswand im Nordhang des Breitenberges |
| Schweinegger Weg         | Rehbichel                   | führt nach Schweinegg (Gemeinde Eisenberg) |
| Stapferweg               | Dorf                        | benannt nach der Pfrontener Künstlerfamilie Stapf |
| Steinebachweg            | Kappel                      | benannt nach einem Wildbach, der viel Geschiebe (Steine) mit sich führt                                                                                                   |
| Steinrumpelweg           | Meilingen                   | alter Flurname im Bereich des Kreisverkehrs (B 310) und der Meilinger Straße                                                                                              |
| Stellenweg               | Röfleuten                   | benannt nach dem Platz, wo sich das Vieh vor dem Zaun um das Ackerland „stellt“                                                                                           |
| Striblweg                | Berg                        | alter Flurname; erstmals genannt 1645 |
| Theaterstraße            | Ried                        | benannt nach einem (ehemaligen) Lichtspielhaus (Theater) an dieser Straße                                                                                                 |
| Tiroler Straße           | Heitlern/Dorf/Ösch/Steinach | führt nach Tirol |
| Tulpenweg                | Ried                        | benannt nach der Pflanzengattung Tulpen |
| Unterer Lus              | Röfleuten                   | siehe „Im Lus“ |
| Unterer Hauswang         | Steinach                    | siehe „Mittlerer Hauswang“ |
| Unterriedweg             | Ried                        | benannt nach der Flur unterhalb des Ortsteils Ried |
| Vilstalstraße            | Ried                        | führt in das Tal der Vils |
| Waldwinkelweg            | Kappel                      | benannt nach einem (früher abgelegenen) Flurstück an einem Wäldchen |
| Weglänge                 | Heitlern/Dorf/Ösch          | alter Flurname für Felder entlang der ursprünglichen Landstraße von Ösch zur Vilsbrücke                                                                                   |
| Weidachweg               | Ried                        | benannt nach ursprünglich nassen und von Weiden bestandenen Gebieten links und rechts der Vils und Dürren Ach                                                             |
| Wiesenweg                | Meilingen/Ried              | Fußweg; führt durch ein Wiesengelände |
| Winkelweg                | Dorf/Ösch                   | „Winkel“ = Flurname für abseits gelegene Felder; hier: ruhiges Wohngebiet?                                                                                                |
| Zeller Straße            | Kreuzegg                    | führt zur Ortschaft Zell (Gemeinde Eisenberg) |
| Zentralschulweg          | Heitlern                    | benannt nach der 1956 eingeweihten Zentralschule (Volksschule) für Pfronten                                                                                               |
| Zerlachweg               | Röfleuten                   | alter Flurname für ein Waldgebiet, das zeitweise in den Bann gelegt wurde                                                                                                 |
| Zirmenweg                | Steinach                    | benannt nach der Pflanzengattung Zirbelkiefer, mundartlich „Zirme“ |